# Kūkai
Kūkai (空海), ricordato dopo la sua morte anche con il titolo onorifico di Kōbō-Daishi (弘法大師) (27 luglio 774 – 22 aprile 835) è stato un monaco buddhista giapponese, artista, fondatore in Giappone della scuola buddista Shingon ("Vera Parola"), basata sullo studio del Vairocana e sulle speculazioni della scuola cinese Zhenyan. In ciò ebbe l'appoggio dell'imperatore Saga.
Fu inoltre fautore della diffusione della teoria iniziatica dello honjisuijaku (本地垂迹)  secondo la quale le divinità dello Shintō (indicate come 神 shin), i deva e le divinità cinesi, considerate fino ad allora come esseri prigionieri del ciclo delle rinascite, appartenevano invece al regno dell'illuminazione; erano manifestazioni di buddha e bodhisattva.
Kūkai è famoso soprattutto come calligrafo, ed è considerato l'inventore dei kana, i sillabari con i quali, assieme ai caratteri kanji di origine cinese, si scrive la lingua giapponese.